# Wüsterhöhe
Wüsterhöhe ist ein Ortsteil von Overath im Rheinisch-Bergischen Kreis in Nordrhein-Westfalen, Deutschland.

## Lage und Beschreibung
Wüsterhöhe ist ein kleiner, landwirtschaftlich geprägter Ortsteil. Er ist über die Hohkeppeler Straße (Landesstraße 84) zu erreichen. 
Ortschaften in der Nähe sind Oberbech, Kreutzhäuschen und Griesenbalken.

## Geschichte
Die Topographia Ducatus Montani des Erich Philipp Ploennies, Blatt Amt Steinbach, belegt, dass der Wohnplatz bereits 1715 drei Hofstellen besaß, die als Wüsterhöh beschriftet sind. Carl Friedrich von Wiebeking benennt die Hofschaft auf seiner Charte des Herzogthums Berg 1789 als Wüsterath. Aus ihr geht hervor, dass der Ort zu dieser Zeit Teil der Honschaft Löderich im Kirchspiel Overath war.
Der Ort ist auf der Topographischen Aufnahme der Rheinlande von 1817 als Wüsterhöhe verzeichnet. Die Preußische Uraufnahme von 1845 zeigt den Wohnplatz unter dem Namen Westerhöh. Ab der Preußischen Neuaufnahme von 1892 ist der Ort auf Messtischblättern regelmäßig als Wüsterhöhe verzeichnet.
1822 lebten 17 Menschen im als Hof kategorisierten und als (Wüster-)Höhe bezeichneten Ort, der nach dem Zusammenbruch der napoleonischen Administration und deren Ablösung zur Bürgermeisterei Overath im Kreis Mülheim am Rhein gehörte. Für das Jahr 1830 werden für den als Wüsterhöhe bezeichneten Ort 19 Einwohner angegeben. Der 1845 laut der Uebersicht des Regierungs-Bezirks Cöln als Hof kategorisierte Ort besaß zu dieser Zeit sechs Wohngebäude mit 32 Einwohnern, alle katholischen Bekenntnisses. Die Gemeinde- und Gutbezirksstatistik der Rheinprovinz führt Wüsterhöhe 1871 mit fünf Wohnhäusern und 23 Einwohnern auf. Im Gemeindelexikon für die Provinz Rheinland von 1888 werden für Wüsterhöhe drei Wohnhäuser mit 21 Einwohnern angegeben. 1895 besitzt der Ort vier Wohnhäuser mit 25 Einwohnern, 1905 werden vier Wohnhäuser und 26 Einwohner angegeben.